# MBC 골든마우스
MBC 골든마우스는 대한민국의 라디오 DJ부문 상으로, MBC 라디오에서 20년 이상 프로그램을 진행해 공헌도가 큰 DJ에게 수여하는 상이다. 10년 이상 프로그램을 진행한 DJ에게는 MBC 브론즈마우스가 수여된다.

## 수상 조건
1. 라디오 진행 기간 (브론즈마우스: 10년, 골든마우스: 20년)
2. 해당 프로그램의 인기 (청취율 상위 20위 이내)
3. 라디오PD들의 추천 (진행자의 성실성)

## 역대 수상자

### 골든마우스
- 이종환

별이 빛나는 밤에, 여성살롱, 밤의 디스크쇼, 지금은 라디오 시대, 음악살롱 등
- 김기덕 (이상 1996년)

2시의 데이트, FM 골든디스크
- 강석 (2005년)

젊음의 음악캠프, 싱글벙글쇼
- 김혜영

싱글벙글쇼
- 이문세 (이상 2007년)

별이 빛나는 밤에, 2시의 데이트, 오늘 아침 이문세입니다
- 배철수

배철수의 음악캠프
- 최유라 (이상 2010년.)

깊은 밤 짧은 얘기, 100분 쇼, 지금은 라디오 시대
- 김차동

김차동의 FM모닝쇼 (전주)
- 양희은 (2019년)

여성시대

### 브론즈마우스
- 노사연 (2009년.)

100분 쇼, 특급작전, 즐거운 오후 2시, 두시만세
- 손석희

손석희의 시선집중
- 최양락

최양락의 재미있는 라디오
- 이진우

손에 잡히는 경제